# مسجد سوندا كيلابا
مسجد سوندا كيلابا هو مسجد يقع في جالان تامان سوندا كيلابا من مينتينج بوسط جاكرتا، من إندونيسيا.

## التاريخ
تم بناء مسجد سوندا كيلابا بمبادرة من غوستاف عباس في عام 1960، وعباس هو مهندس تخرج من معهد باندونغ للتكنولوجيا، يحتوي المسجد على قبة ومأذنة فريدة من نوعها للغاية، بني المسجد على مساحة تقدر بحوالي 9920 متر مربع، ويمكن أن يستوعب 4424 مصلي، ويتسع لنحو 500 سيارة و 600 دراجة نارية .

## وصلات خارجية
- موقع المسجد على الخريطة
- الموقع الرسمي للمسجد